# Horumonyaki

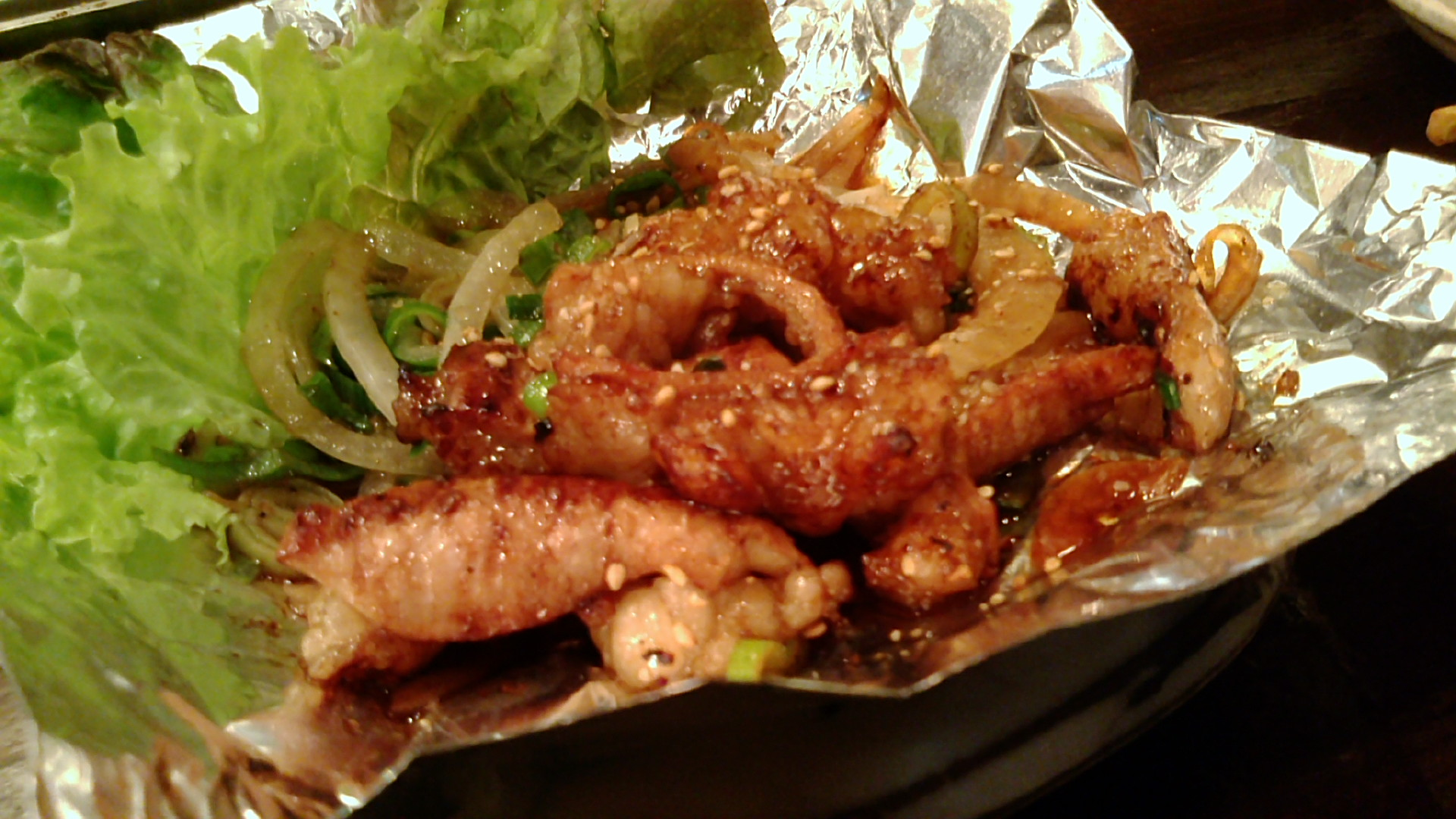
Horumonyaki.

El horumonyaki (ホルモン焼き?) es una receta japonesa hecha con casquería de ternera o cerdo. El nombre horumon procede del término kansai hōrumon (放る物), literalmente ‘productos descartados’. El horumonyaki tiene reputación de ser una comida que da vigor.